# Taylors
Taylors is een plaats (census-designated place) in de Amerikaanse staat South Carolina, en valt bestuurlijk gezien onder Greenville County.

## Demografie
Bij de volkstelling in 2000 werd het aantal inwoners vastgesteld op 20.125.

## Geografie
Volgens het United States Census Bureau beslaat de plaats een oppervlakte van
28,1 km², geheel bestaande uit land. Taylors ligt op ongeveer 327 m boven zeeniveau.

## Plaatsen in de nabije omgeving
De onderstaande figuur toont nabijgelegen plaatsen in een straal van 12 km rond Taylors.